# Ludwik Zamenhof
Ludwik Lejzer Zamenhof (em polonês/polaco:  Ludwik Łazarz Zamenhof; em esperanto, Ludoviko Lazaro Zamenhof; em português, Luís Lázaro Zamenhof) (Białystok, 15 de dezembro de 1859 — Varsóvia, 14 de abril de 1917) foi um oftalmologista polonês-judeu.
Ele foi o criador do esperanto, a língua auxiliar e artificial mais falada no mundo. Seus idiomas nativos eram o russo, iídiche e polonês, mas ele também era fluente em alemão. Posteriormente aprendeu francês, latim, grego, hebraico e inglês além de se interessar por italiano, espanhol e lituano.
Tendo em vista as suas realizações e seu incentivo ao diálogo intercultural, a UNESCO selecionou Zamenhof como uma de suas personalidades eminentes de 2017, no 100º aniversário de sua morte.

## Biografia
Zamenhof nasceu na cidade de Bialystok, na época pertencente ao Império russo, mas atualmente pertence à Polônia. Na época, falavam-se várias línguas em Bialystok, gerando muitas dificuldades de compreensão entre as diversas culturas. Isto motivou Zamenhof a buscar uma solução para o problema, e durante anos, foi desenvolvendo o esperanto em um processo longo e trabalhoso.
Zamenhof tinha 17-18 anos e ainda estava no ginásio quando preparava a versão inicial do Esperanto. Em 1878, essa primeira versão ficou pronta. Ela se chamava "Lingwe universala". No dia 17 de dezembro daquele ano, Zamenhof, dois dias após seu aniversário de 19 anos, apresentou aos seus colegas de classe o seu projeto inicial. Segundo o que o próprio Zamenhof contaria anos depois, ele e seus amigos cantaram em comemoração uma música de uma única estrofe (Malamikete de las nacjes). Posteriormente, o dia 15 de dezembro, aniversário de Zamenhof, se tornaria uma data festiva na comunidade esperantista.
Continuou com os seus esforços apesar de, no ano de 1879, ter surgido o Volapük - projeto de língua auxiliar criado por Johann Martin Schleyer, que encolheu depois do lançamento do esperanto. Zamenhof havia aprendido o Volapük, mas os defeitos dessa língua o motivaram a prosseguir com os seus planos.
Após a versão preliminar de 1878, destruída pelo pai de Zamenhof quando o filho foi estudar em Moscou, seguiu-se outras tentativas nunca publicadas. Os poucos fragmentos que restam atestam a existência de novas versões finalizadas em 1881 e 1885.
Finalmente, no ano 1887, e com a ajuda econômica de sua esposa, Klara, publicou um pequeno manual intitulado Internacia Lingvo ("Língua Internacional", em esperanto) com pseudônimo de Doutor Esperanto, palavra que acabou por se converter no nome de sua criação. Zamenhof utilizou tal pseudônimo na publicação do primeiro livro de esperanto em 1887, pois temia retaliações do governo russo contra seu projeto. Sua origem remete à profissão e à esperança de Zamenhof ao lançar a língua para o mundo, visto que "esperanto", em esperanto, significa "aquele que tem esperança".
Apesar de a língua ter nascido apenas como "Lingvo Internacia" (língua internacional), ela recebeu o nome de seu autor com o passar do tempo. O longo nome pela qual era conhecida "Lingvo Internacia de Doktoro Esperanto" (língua internacional do Dr. Esperanto), foi aos poucos encurtado até chegar ao nome atual esperanto, aceito inclusive pelo próprio Zamenhof.